# IsiNgqumo
L’IsiNgqumo (ou IsiGqumo) est un argot parlé en Afrique du Sud et au Zimbabwe par les homosexuels dont les langues usuelles sont d’origine bantoue (co-existant avec le Gayle, utilisé par les populations de langue germanique).

## Origines
L’émergence de l’isiNgqumo dans les années 1940 pourrait être liée aux relations homosexuelles dans les mines sud-africaines du Witwatersrand, ou à l’activité du district de Mkhumbane, proche de Durban. Ce langage est construit à partir de mots zoulous anciens et d’euphémismes, ce qui permet à ses locuteurs de rester invisibles et cachés de la population hétérosexuelle majoritaire. De plus, l’isiNgqumo sert à certains à ancrer leurs pratiques homosexuelles dans l’identité zouloue, face aux arguments homophobes présentant l’homosexualité comme une perversion amenée lors de la colonisation.

## Utilisation
Des études ont montré que la pratique de l’isiNgqumo était plus fréquente et plus poussée chez les hommes s’identifiant comme skesana, c’est-à-dire partenaire passif, tandis que l’isiNgqumo reprend des aspects d’une variante du zoulou appelée ukuhlonipha ou isiHlonipho (du mot hlonipha, respect) parlée par les femmes et caractérisée par l’utilisation de mots spécifiques et de marques de respect vis-à-vis des hommes,.
De plus, l’isiNgqumo est plus répandu dans les classes basses ou moyennes, ainsi qu’en zones rurales ; les classes plus favorisées ou les citadins utilisant plus souvent l’anglais comme langue de communication.

## Étymologie
Le terme isiNgqumo est utilisé en Afrique du Sud et dériverait du zoulou ukungquma, « parler en secret » ; le même argot est dépourvu de dénomination spécifique au Zimbabwe.